# Грабовський (острів)
Острів Грабовський (пол. Ostrów Grabowski) — невеликий острів на річці Одра в межах міста Щецін (Польща). Площа острова становить 175 га.
На острові знаходяться споруди для очищення стічних вод. Каналізаційна система має довжину понад 14 км і обробляє столові води порту і міського району Мендзодрзе. Є установка для видалення гідростатичних рідких відходів з судами, в тому числі нафтових відходів.
| Польща | Це незавершена стаття з географії Польщі. Ви можете допомогти проєкту, виправивши або дописавши її. |